# 蔡大用
蔡大用（1505年—？），字道行，號湛斋，廣東潮州府海陽縣人，民籍，明朝政治人物。

## 生平
嘉靖十年（1531年）辛卯科廣東鄉試第五十二名舉人，嘉靖十四年（1535年）中式乙未科會試第三百十三名，三甲第一百二十九名進士。授太常寺博士，贬無為州判官，十八年（1539年）二月升雲南道監察御史，巡按江西。

## 家族
曾祖蔡來；祖父蔡榮福；父蔡尾儕，號竹軒，壽官，敕贈文林郎太常寺博士。前母劉氏；母黃氏。